# حديقة الطرف
حديقة حي اليرموك هي حديقة تقع في الطرف، في محافظة الأحساء في المملكة العربية السعودية، وهي ضمن مشروع أنسنة المدن.

## المشروع
وتتضمن نوافير مائية، وأشجار ومسطحات خضراء، ودورات مياه عامة، ومساحة للألعاب الرياضية وتعزيز رياضة المشي، كما خصصت مساحة مظللة لألعاب الأطفال بكل موقع، مع مراعاة حركة واحتياجات ذوي الإعاقة.
ويهدف هذا المشروع إلى تعزيز البعد الأنساني بالمدينة، وخلق بيئة ملائمة للسكان ومرتادي المواقع الغامة ولزيادة الغطاء النباتي، ورفع معدل نصيب الفرد من المسطحات الخضاء.
ويضم هذا المشروع أيضاً، حديقة حي الفيصل، وحديقة الكوت، وحديقة طريق الملك عبد الله، وحديقة حي الشروفية، وحديقة حي اليرموك، وحديقة حي البستان.